# Fornal

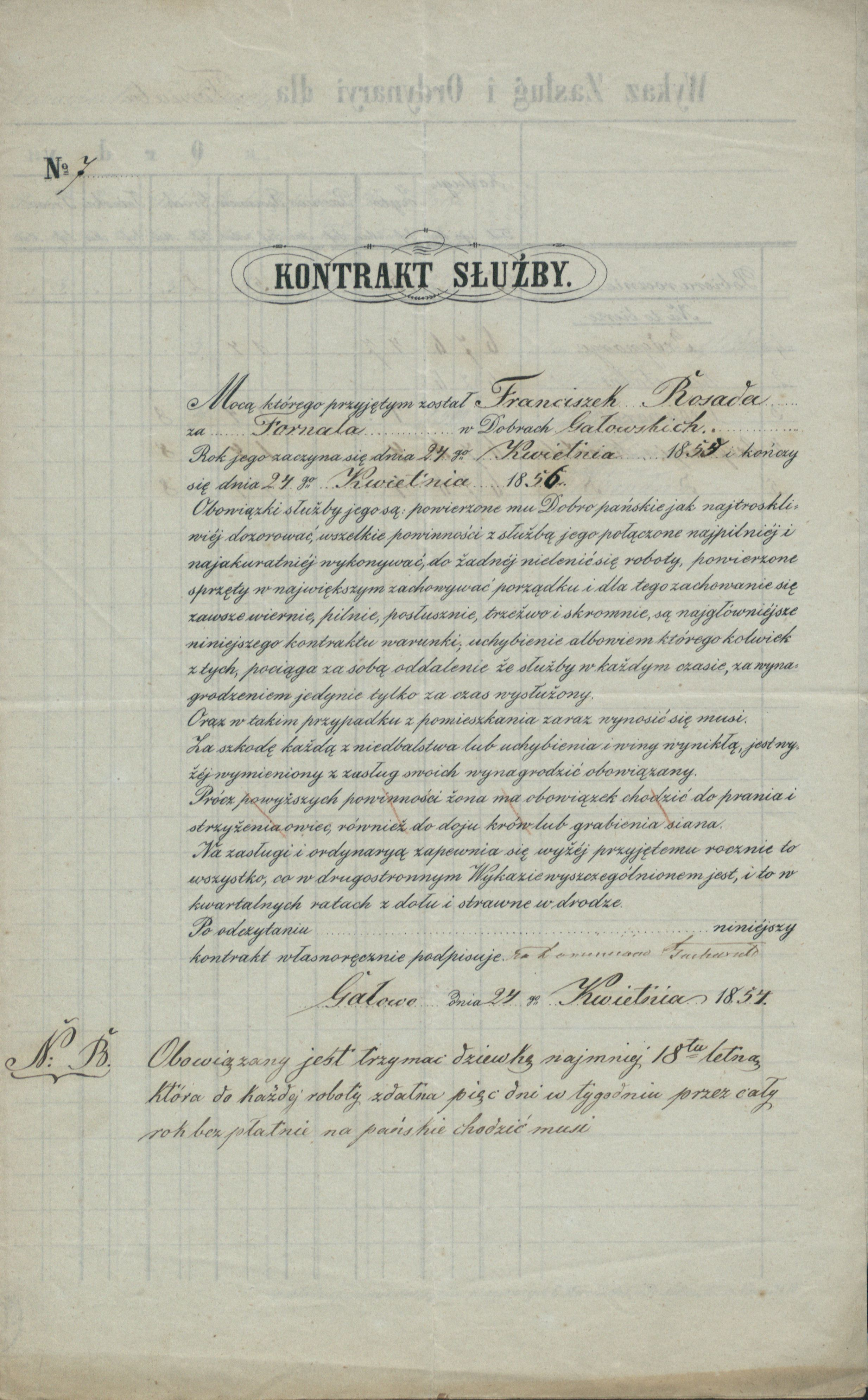
Kontrakt służby o pełnienie obowiązków fornala 1854 r. (Archiwum Państwowe w Poznaniu)

Fornal – w XIX-XX wieku najemny robotnik rolny obsługujący konie, pracujący z nimi w folwarkach, niekiedy zwany też ratajem. 
Jeden fornal obsługiwał zazwyczaj 1-2 pary koni roboczych wraz z wozem. Wynagrodzenie otrzymywał w naturaliach i gotówce, dość wysokie w porównaniu do innej służby dworskiej; w okresach pilnych robót zobowiązany był do dostarczenia folwarkom dodatkowej siły roboczej na swój własny rachunek (tzw. posyłki). W okresie międzywojennym określenie to rozszerzano niekiedy na ogół robotników rolnych. W Polsce kategoria fornala zanikła po 1945 roku.